# Dan Vickerman
Daniel Joseph Vickerman (Ciudad del Cabo, 4 de junio de 1979-Sídney, 18 de febrero de 2017) fue un jugador australiano de rugby nacido en Sudáfrica que se desempeñó como segunda línea.

## Biografía
Falleció en su casa el 18 de febrero de 2017, un sábado por la noche y en circunstancias aún no esclarecidas por las autoridades competentes. Tenía 37 años, estaba casado y era padre de dos hijos.

## Selección nacional
Fue convocado a los Wallabies por primera vez, en junio de 2002 para enfrentar a Les Bleus y disputó su último partido en octubre de 2011 frente a los All Blacks. En total jugó 63 partidos y no marcó puntos.

### Participaciones en Copas del Mundo
Vickerman disputó tres Copas del Mundo; Australia 2003 donde los australianos resultaron subcampeones al caer derrotados por el XV de la Rosa, Francia 2007 donde Australia igualó su peor participación al resultar eliminada en cuartos de final ante Inglaterra nuevamente y Nueva Zelanda 2011 donde se retiró y los Wallabies luego de caer en semifinales ante los All Blacks y vencer a los Dragones rojos obtuvieron la tercera posición.
| Mundial                       | Sede          | Resultado        | PJ | Tries |
| ----------------------------- | ------------- | ---------------- | -- | ----- |
| Copa Mundial de Rugby de 2003 | Australia     | Subcampeón       | 4  | 0     |
| Copa Mundial de Rugby de 2007 | Francia       | Cuartos de final | 4  | 0     |
| Copa Mundial de Rugby de 2011 | Nueva Zelanda | Tercer puesto    | 5  | 0     |

## Palmarés
- Campeón de The Rugby Championship de 2011.
- Campeón de la Copa Desafío Europeo de Rugby de 2008–09.
- Campeón del Super Rugby de 2001.
- Campeón de la Anglo-Welsh Cup de 2009–10.